# Saint-André-le-Gaz
Saint-André-le-Gaz – miejscowość i gmina we Francji, w regionie Owernia-Rodan-Alpy, w departamencie Isère.
Według danych na rok 1990 gminę zamieszkiwały 1903 osoby, a gęstość zaludnienia wynosiła 214 osób/km² (wśród 2880 gmin regionu Rodan-Alpy Saint-André-le-Gaz plasuje się na 457. miejscu pod względem liczby ludności, natomiast pod względem powierzchni na miejscu 1212.).